# Cantenay-Épinard

Cantenay-Épinard este o comună în departamentul Maine-et-Loire, Franța. În 2009 avea o populație de 2,102 de locuitori.